# Alien Storm
Alien Storm é um jogo de arcade desenvolvido pela Sega, posteriormente adaptada para Sega Mega Drive/Genesis e Sega Master System. A versão do Mega Drive também foi lançada no Virtual Console da Wii em 2007.